# Capsule
Capsule (カプセル, kapuseru?), conocido como "capsule", es un grupo de música pop electrónica, procedente de Japón, formado por la vocalista Toshiko Koshijima y el productor Yasutaka Nakata.

## Integrantes
Ambos miembros son procedentes de la ciudad de Kanazawa en la prefectura de Ishikawa.
- Yasutaka Nakata (中田 康貴 Nakata Yasutaka?) - (6 de febrero de 1980) Músico, Productor, DJ
- Toshiko Koshijima (越島 稔子 Koshijima Toshiko?) - (3 de marzo de 1980) Vocalista

## Historia
Capsule surgió en noviembre de 1997, luego de que Toshiko Koshijima y Yasutaka Nakata se conocieran en el "Teens' Music Festival" en el área de convenciones de la región de Hokuriku cuando tenían 17 años. Su primer sencillo fue "Sakura", lanzado en marzo de 2001 por Yamaha Music Communications. Su primer álbum, "High Collar Girl", fue significativamente diferente de sus trabajos posteriores, ya que no involucran mucho el uso de sintetizadores o contenido de sonidos futurísticos/electrónicos. La voz y buen manejo de la lengua de Toshiko Koshijima para cantar en inglés y las buenas composiciones de Yasutaka Nakata hacen que sobresalgan en lo que se propongan.
Capsule frecuentemente es nombrada como el "neo-Shibuya-kei" debido a sus similitudes estilísticas, tanto estética como musicalmente, refiriéndose al movimiento Shibuya-kei de los 90', hecho popular internacionalmente por grupos como Pizzicato Five. Su música contiene elementos de bossa nova, yeyé, jazz, lounge, breakbeat, y más recientemente electro y  house.
Capsule es conocida por su música frecuentemente escuchada en programas de la televisión japonesa, como Utawara Hot Hit 10, Hello! Morning, y Nankai Paradise. También el estudio de Yugo Nakamura usó la música de Capsule para promocionar en televisión y en anuncios web para KDDI. Su canción "Portable Airport (remix)" también aparece en promociones para The Comedy Channel en la televisión australiana paga. El álbum "MORE! MORE! MORE!" alcanzó el sexto lugar en su primera semana en la lista de éxitos semanales de Oricon, y el tercer lugar en la lista de éxitos diarios, quedando por primera vez entre los diez mejores.
El 19 de enero de 2010, Capsule lanzó "Love or Lies", una nueva canción del programa "Liar Game Season 2" y la próxima película "Liar Game: The Final Stage". Fue incluida en un álbum reciente, "PLAYER", el cual fue lanzado el 3 de marzo de 2010.
Su décimo-segundo álbum, titulado "WORLD OF FANTASY" (previamente nombrado como "KILLER WAVE") fue originalmente planeado para su salida el 23 de marzo de 2011, pero debido al terremoto y tsunami de Japón de 2011, la salida del álbum había sido pospuesta para el 25 de mayo de 2011, lo cual puede ser justificado debido a la situación en dicho país luego del desastre. Pensaron que el título original del álbum sería inapropiado luego del evento, por lo que se accedió a su cambio.

## Discografía

### Sencillos
1. [28.03.2001] Sakura ( さくら?)
2. [04.07.2001] Hanabi ( 花火?)
3. [17.10.2001] Tokyo Kissa ( 東京喫茶?)
4. [21.08.2002] music controller
5. [20.11.2002] Plastic Girl ( プラスチックガール?)
6. [21.05.2003] Candy Cutie ( キャンディーキューティー?)
7. [04.02.2004] Retro Memory ( レトロメモリー?)

### Álbumes
1. [21.10.2001] High Collar Girl ( ハイカラ・ガール?)
2. [19.03.2003] CUTIE CINEMA REPLAY
3. [09.11.2003] phony phonic
4. [09.06.2004] S.F. sound furniture
5. [09.02.2005] NEXUS-2060
6. [21.09.2005] L.D.K. Lounge Designers Killer
7. [10.05.2006] FRUITS CLiPPER
8. [21.02.2007] Sugarless GiRL
9. [05.12.2007] FLASH BACK
10. [19.11.2008] MORE! MORE! MORE!
11. [03.03.2010] PLAYER
12. [25.05.2011] WORLD OF FANTASY (previamente titulado como "KILLER WAVE")
13. [07.03.2012] STEREO WORXXX
14. [21.10.2013] CAPS LOCK
15. [18.02.2015] WAVE RUNNER
16. [14.12.2022] METRO PULSE

### Compilaciones
1. [26.08.2009] Flash Best

### Álbum de Remixes
1. [10.10.2007] capsule rmx
  1. capsule rmx→
  2. jelly (rmx ver.)
  3. Sugarless GiRL (rmx ver.)
  4. CrazEEE Skyhopper (rmx ver.)
  5. Portable Airport (rmx ver.) ( ポータブル空港 (rmx ver.)?)
  6. do do pi do (rmx ver.)
  7. Lounge Designers Killer (rmx ver.)
  8. Sound of Silence (rmx ver.)
  9. Glider (rmx ver.) ( グライダー (rmx ver.)?)